# Róbert Bezák
Róbert Bezák, C.SS.R. (sinh ngày 1 tháng 3 năm 1960) là một giám mục người Slovakia của Giáo hội Công giáo. Ông thuộc Dòng Chúa Cứu Thế. Róbert Bezák được Hồng Y Jozef Tomko tấn phong làm Tổng Giám mục Tổng giáo phận Trnava, Slovakia vào ngày 6 tháng 6 năm 2009.
Ông là tổng giám mục trẻ nhất của Slovakia nhưng vào ngày 2 tháng 7 năm 2012 ông bị cho ngưng việc mục vụ sau ba năm làm tổng giám mục. Việc làm này đã gây ra một làn sóng phản ứng trong giáo dân. Hàng trăm người Công giáo đã biểu tình tại Nhà thờ Trnava sau thông báo ngưng việc mục vụ của ông. Róbert Bezák ra thông báo với với giáo đoàn của mình rằng Vatican đã đưa ra "những cáo buộc nghiêm trọng" chống lại ông và không cho phép ông nêu bất cứ điều gì với giới truyền thông.
Vào tháng 12 năm 2013 giám mục Róbert Bezák chuyển đến tu viện Dòng Chúa Cứu Thế ở thị trấn Bussolengo của Ý gần Verona và sống ở đó cho đến nay.